# François-Maurice Lepailleur
Pour les articles homonymes, voir Lepailleur.
François-Maurice Lepailleur, né le 18 décembre 1806 à Varennes et mort le 20 mars 1891 à Montréal, est un patriote franco-canadien.

## Biographie
Lepailleur exerce comme huissier de la Cour du Banc du roi à Châteauguay lorsqu'il devient un des leaders des insurgés de 1838. Après les événements, il est condamné à mort mais n'est pas exécuté et est exilé en Australie.
Il ne retourne au Canada qu'en 1843 avec l'amnistie.
On lui doit un Journal d'un patriote exilé en Australie (1839-1845) qui a été publié en 1972.
Jules Verne le mentionne dans son roman Famille-Sans-Nom (partie 2, chapitre XIV).